# Hans Fiederer
Hans Fiederer (* 21. Januar 1920 in Fürth; † 15. Dezember 1980) war ein deutscher Fußballspieler und Sportjournalist. Der Offensivspieler war für die SpVgg Fürth von 1937 bis 1942 in der Gauliga Bayern in 81 Ligaspielen im Einsatz und erzielte 44 Tore. Von 1939 bis 1941 war der feine Techniker in sechs Spielen in der Fußballnationalmannschaft im Einsatz und erzielte drei Tore.

## Laufbahn
Hans Fiederer spielte seit 1928 für die SpVgg Fürth, bei der auch sein Onkel Leo bis 1920 gespielt hatte. Für „das Kleeblatt“ spielte er in den Jahren 1937/38 bis 1941/42 in der Gauliga Bayern. Er war ein eleganter, geschmeidiger Ballvirtuose, der auf seiner bevorzugten halblinken Angriffsposition als eines der größten Talente des deutschen Fußballs der 1930er und 1940er Jahre galt. Als er in der Saison 1938/39 mit der Gauauswahl Bayern im Reichsbundpokal nach Erfolgen gegen Hessen, Niederrhein und im Halbfinale gegen Sachsen mit deren Klassestürmern Willi Arlt, Erich Hänel und Helmut Schön sich in das Finale spielen konnte, war er dem Reichstrainer Sepp Herberger bereits aufgefallen. Drei Wochen nach dem 1:2 verlorenen Finale am 5. März gegen Schlesien – Fiederer bildete mit Wilhelm Simetsreiter den linken Flügel der Bayern-Elf – debütierte das Fürther Talent mit 19 Jahren am 26. März 1939 in Differdingen gegen Luxemburg in der deutschen Fußballnationalmannschaft. Herberger hatte Fiederer aber schon beim Länderspiel am 25. September 1938 in Bukarest gegen Rumänien im Aufgebot gehabt und den Fürther auch im inoffiziellen Länderspiel am 2. Oktober 1938 in Sofia gegen Bulgarien zum Einsatz gebracht. Am Debütspieltag von Fiederer in der Nationalmannschaft, am 26. März 1939, führte der DFB einen Doppelspieltag durch. In Differdingen spielte eine inoffizielle B-Mannschaft und am gleichen Tag in Florenz die A-Elf gegen Italien.
In seinem zweiten Länderspiel am 3. Dezember 1939 in Chemnitz gegen die Slowakei erzielte er beim 3:1-Erfolg sein erstes Tor in der Nationalmannschaft. Der deutsche Sturm war in der Besetzung Ernst Lehner, Helmut Schön, Erich Hänel, Fiederer und Willi Arlt angetreten. In seinem dritten Länderspiel gegen Rumänien stürmte Fiederer am 14. Juli 1940 in Frankfurt am Main gemeinsam mit Fritz Walter, der sein erstes Länderspiel bestritt. Der Kaiserslauterer Debütant erzielte drei und der Fürther zwei Tore zum 9:3-Sieg der DFB-Mannschaft.
In der Saison 1939/40 hatte er auch mit Bayern im Reichsbundpokal nach Erfolgen gegen den Südwesten (mit Fritz Walter) und die Ostmark (Karl Sesta, Willibald Schmaus, Wilhelm Hahnemann) erneut das Finale erreicht. Am 30. Juni 1940 führten die Kapitäne Ludwig Goldbrunner und Erwin Helmchen in Augsburg die zwei Finalmannschaften Bayern und Sachsen auf das Feld. Fiederer bildete mit Georg Lechner und Ludwig Janda den Innensturm der mit 3:1 Toren erfolgreichen Bayern-Elf.
In der Nationalmannschaften folgten 1940/41 noch drei weitere Einsätze – das letzte am 16. November 1941 in Dresden gegen Dänemark, wo er gemeinsam bei einem 1:1 mit Wilhelm Hahnemann, Fritz Walter, Edmund Conen und Ernst Willimowski den deutschen Angriff bildete – und Fiederer zog mit Bayern zum dritten Mal in Folge in das Finale um den Reichsbundpokal ein. Im Halbfinale gab es einen deutlichen 5:1-Erfolg gegen den Südwesten, in dessen Reihen sich Fritz Walter vergeblich gegen die Niederlage wehrte. Am 7. September 1941 revanchierte sich aber die Sachsen-Auswahl in Chemnitz mit einem 2:0-Erfolg nach Toren von Heinrich Schaffer und Ernst Willimowski für die im vergangenen Jahr erlittene Endspielniederlage. Von 1938 bis 1941 hat Hans Fiederer insgesamt 13 Spiele im Reichsbundpokal absolviert und neun Tore für Bayern erzielt.
Fiederer war als Funker bei der Wehrmacht im Einsatz. Als bester Fußballspieler im Bereich der Luftflotte 3 erhielt er vom Luftgaukommando XII/XIII die Genehmigung, in der Pariser Soldatenelf zu spielen und wurde direkt in die Stabsnachrichten-Kompanie (Palais Luxembourg) von dem Leiter und Organisator Richard Herrmann versetzt. Am 5. August 1942 trainierte Hans Fiederer mit der Pariser Soldatenelf. Plötzlich flogen Handgranaten auf den Platz. Durch den Anschlag der Résistance verloren zahlreiche Spieler ihr Leben. Fiederer verlor bei dem Angriff sein rechtes Bein, wodurch seine hoffnungsvolle Karriere als Fußballspieler mit gerade 22 Jahren beendet wurde. Sein letztes Pflichtspiel für Fürth hatte der junge Nationalspieler am 19. Juli 1942 bei einer 1:4-Auswärtsniederlage bei Eintracht Frankfurt im Tschammerpokal bestritten.
Nach dem Zweiten Weltkrieg arbeitete Fiederer zunächst als Redakteur für die Nürnberger Nachrichten. Im November 1946 wurde er von Friedebert Becker in die Redaktion des Sport (später Sport-Magazin) geholt, wo er rasch Karriere machte und ab dem 1. April 1949 das Amt des Chefredakteurs ausübte.
Genau zwei Monate nachdem er zum letzten Male von seinem Platz im Nürnberger Stadion seinen Bericht von einem Bundesligaspiel übermittelt hatte, verstarb Hans Fiederer in den ersten Stunden des 15. Dezembers 1980. Über 35 Jahre hatte er sich mit aller Kraft für die Leser des Kicker eingesetzt, von denen viele im Sinne des Wortes seine Leser geworden waren. Er hatte von vielen großen Spielen, Erfolgen und Misserfolgen der Nationalelf berichtet, er erlebte auf der Pressetribüne des Berner Wankdorfstadions mit, wie sein einstiger Mitstreiter in vier seiner sechs Länderspiele, Fritz Walter, die deutsche Nationalelf zum Gewinn der Weltmeisterschaft geführt hatte.
Unter der großen Trauergemeinde bei der Beerdigung am Nürnberger Westfriedhof befanden sich viele Wegbegleiter seines fußballerischen und journalistischen Wirkens: Willi Billmann, Robert Gebhardt, Georg Kennemann und Alv Riemke legte für den DFB einen Kranz nieder. Hans Jakob war trotz gefährlichen Winterwetters durch glatte Straßen von Regensburg angereist, welches Helmut Jahn und Fritz Walter aber letztendlich von der Teilnahme abhielt.

## Sportliche Erfolge
- 6 Länderspiele – drei Tore, 1939–1941
- Sieger im Reichsbundpokal 1940 mit der Gauauswahl Bayern; 1939 und 1941 Finalist